# Joseph Warton
Joseph Warton, född den 22 april 1722, död den 23 februari 1800, var en engelsk kritiker, son till Thomas Warton den äldre, bror till Thomas Warton den yngre.
Warton blev lantpräst 1748 och var 1766-1796 skolföreståndare i  Winchester. Med framhållande av fantasins företrädesrätt uppträdde han tidigt mot den av Popes lysande namn stödda förståndsriktningen inom poesin. Dessa idéer antydde Warton redan i poemet The enthusiast, or the lover of nature  (1740) och i företalet till Odes (1746) samt utförde dem vidlyftigare i sitt kritiska arbete Essay on the genius and writings of Pope (2 delar,  1756-82; ny upplaga 1806). Warton utgav 1753 en edition av Vergilius, med bifogad översättning av Georgica och Eclogæ, samt 1797 Popes arbeten (9 band).